# Bytownite
Come l'andesina, l'oligoclasio e la labradorite, la bytownite non è più considerata un minerale indipendente, ma è un anello intermedio piuttosto raro della serie mista del plagioclasio con i membri terminali albite e anortite del gruppo del feldspato all'interno della classe minerale dei silicati. Il suo contenuto di anortite è per definizione compreso tra il 70 e il 90 % (An70-90).
La bytownite possiede la composizione chimica generale (Ca,Na)[(Si,Al)4O8]. Gli elementi calcio e sodio o silicio e alluminio specificati tra parentesi tonde possono sostituirsi l'uno con l'altro nella formula, ma sono sempre nella stessa proporzione con gli altri componenti del minerale. Strutturalmente, la bytownite appartiene alla struttura silicati.

## Etimologia e storia
La bytownite è stata scoperta per la prima volta vicino a Bytown (ora Ottawa) nella provincia canadese dell'Ontario e descritta nel 1836 da Thomas Thomson, che ha chiamato il minerale come la sua località tipo..

## Abito cristallino
La bytownite cristallizza nel sistema triclino nel gruppo spaziale I1 (gruppo nº 2, posizione 4) con i parametri reticolari a = 8,19 Å, b = 12,88 Å, c = 14,20 Å, α = 93,4°, β = 116,0° e γ = 90,9°, oltre a 8 unità di formula per cella unitaria.

## Origine e giacitura
Si presenta anche come fenocristallo nelle rocce vulcaniche mafiche. È rara nelle rocce metamorfiche. Si trova solitamente associata ai pirosseni ed all'olivina.
La bytownite si presenta come un minerale che forma le rocce nel gruppo delle anortositi. Un totale di circa 120 siti sono noti fino ad oggi (a partire dal 2014) in cui sono stati trovati cristalli misti di albite-anortite con la composizione di bytownite.
In Germania, il minerale è stato trovato solo a Bopfingen sul bordo occidentale del Nördlinger Ries nel Baden-Württemberg, dalla cava "Attenberg" vicino a Großen-Buseck in Assia, da una cava di gabbro nella valle di Radau vicino a Bad Harzburg in Bassa Sassonia e dalla cava "Caspar" sull'Ettringer Bellerberg vicino a Ettringen nell'Eifel vulcanico della Renania-Palatinato.
In Austria, la bytownite è stata trovata nell'Hüttenberger Erzberg e nel vicino Wastlgraben nella valle del Mosinzbach, nei pressi di Eisenkappel-Vellach in Carinzia, nel Mitterbachgraben vicino a Gansbach (comune di Dunkelsteinerwald) e in un affioramento di anfibolite vicino a Senftenberg nella Bassa Austria, nonché in una cava di basalto vicino a Weitendorf e nella cava "Hartner" vicino a Bad Schwanberg in Stiria.
L'unico sito conosciuto in Svizzera è il Piz Lizun vicino a Löbbia (villaggio di Vicosoprano) nel Canton Grigioni.
Altri siti sono diffusi in tutto il mondo.
Cristalli misti albite-anortite nelle varietà bytownite e labradorite sono stati rilevati anche in campioni di roccia della dorsale del Pacifico orientale (EPR 12° 50' N).

## Forma in cui si presenta in natura
In natura, la bytownite si trova solitamente sotto forma di masse fissili o grani irregolari, ma sviluppa anche cristalli da tabulari a prismatici corti e geminati. Le superfici in cristallo non danneggiate hanno una brillantezza simile al vetro, mentre le superfici divise brillano come madreperla. Nella sua forma pura, la bytownite è incolore e trasparente. Tuttavia, a causa della rifrazione multipla della luce dovuta a difetti di costruzione del reticolo o alla formazione policristallina, può anche apparire bianco e assumere un colore grigio o da giallo chiaro a giallo dorato a causa di mescolanze estranee, per cui la trasparenza diminuisce di conseguenza.